# 約克郡和亨伯
约克郡-亨伯（英語：Yorkshire and the Humber），英國英格蘭下轄的9個次級行政區之一，涵蓋過去的約克郡以及林肯郡北部。2011年時有人口5,284,000人。

## 行政區
- 南约克郡（South Yorkshire，都市郡）
  - 1.谢菲尔德（Sheffield，單一管理區）
  - 2.（Rotherham，單一管理區）
  - 3.（Barnsley，單一管理區）
  - 4.（Doncaster，單一管理區）
- 西約克郡（West Yorkshire，都市郡）
  - 5.（Wakefield，單一管理區）
  - 6.柯克里斯（Kirklees，單一管理區）
  - 7.卡爾德達爾（Calderdale，單一管理區）
  - 8.（Bradford，單一管理區）
  - 9.利兹市（Leeds，單一管理區）
- 10.北约克郡（North Yorkshire，都市郡）
  - 11.约克（York）
- 12.約克郡東瑞丁（East Riding of Yorkshire，都市郡）
  - 13.赫爾河畔京士頓（Kingston upon Hull，單一管理區）
- 林肯郡（Lincolnshire，非都市郡) 
  - 14.北林肯郡（North Lincolnshire，單一管理區）
  - 15.東北林肯郡（North East Lincolnshire，單一管理區）

约克郡-亨伯舊名約克郡及亨伯賽德（Yorkshire and Humberside），分成北約克郡、南約克郡、西約克郡以及亨伯賽德。重新劃分後，亨伯賽德被分拆，西約克郡與南約克郡的議會被廢止，約克自北約克郡獨立成為自治市。